# Alexandra Elbakyan

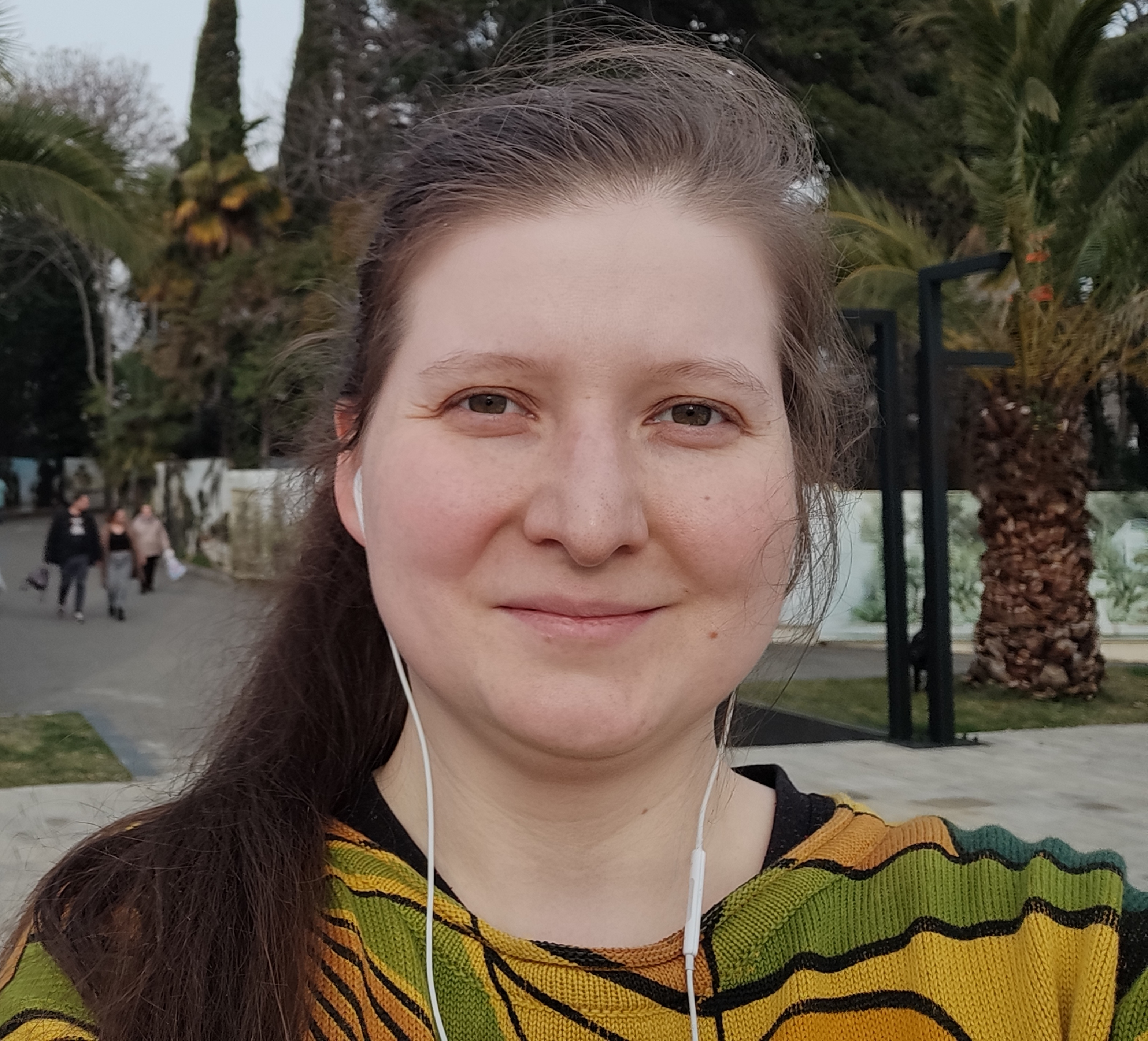
Alexandra Elbakyan (2021) in Sotschi

Alexandra Asanowna Elbakyan (russisch Алекса́ндра Аса́новна Элбакя́н; * 6. November 1988 in Almaty) ist eine kasachische Programmiererin und Gründerin der Schattenbibliothek Sci-Hub. Nach einer 2018 veröffentlichten Studie bietet Sci-Hub Zugang zu großen Mengen wissenschaftlicher Literatur. Im selben Jahr wurde Elbakyan als „Piratenkönigin der Wissenschaft“ (englisch „Science’s Pirate Queen“) bezeichnet. Sie ist eine der wenigen Persönlichkeiten unter den Guerilla-Open-Access-Aktivisten, die nicht versucht, ihre Identität zu verbergen.

## Leben
Elbakyan bezeichnet sich selbst als „multikulturell […] mit armenischen, slawischen und asiatischen Wurzeln“. Sie wurde von einer alleinerziehenden Mutter großgezogen, die selbst Programmiererin war.
Alexandra fing im Alter von zwölf Jahren mit dem Programmieren an. Mit 14 Jahren führte sie ihren ersten Hacking-Versuch durch. Mithilfe von SQL-Injection verschaffte sie sich dabei Zugang zu den Logindaten und Passwörtern ihres privaten Internetanbieters. Sie meldete die gefundenen Schwachstellen dem Internetanbieter in der Hoffnung, dabei an einen Job zu gelangen. Statt ihr eine Arbeitsstelle anzubieten, sperrte der Anbieter jedoch ihren Internetzugang.
Elbakyan studierte bis 2009 an der Technischen Universität in Almaty in Kasachstan. Sie schloss ihr Studium mit dem Grad des Bachelor of Science in Informatik mit dem Schwerpunkt Informationssicherheit ab. Anschließend arbeitete sie an der Albert-Ludwigs-Universität Freiburg an einem Brain-Computer-Interface-Projekt und begann sich für Transhumanismus zu interessieren.
Nach einem Praktikum am Georgia Institute of Technology in den USA kehrte sie nach Kasachstan zurück, wo sie 2011 die Website Sci-Hub ins Leben rief. Sci-Hub stellt unter Inkaufnahme der Verletzung des Urheberrechts wissenschaftliche Aufsätze nach dem Prinzip des Guerilla Open Access der Öffentlichkeit kostenfrei zur Verfügung. Grund für den Aufbau von Sci-Hub war Elbakyans Unzufriedenheit mit den hohen Preisen, die Verlage für wissenschaftliche Aufsätze verlangen. Durch diese Preispolitik werde die Arbeit von Wissenschaftlern erheblich erschwert. 
Im Jahr 2015 wurde Elbakyan von dem Wissenschaftsverlag Elsevier in den USA verklagt. Seitdem hält sie sich an einem geheimen Ort in Russland auf. Sie antwortet bereitwillig auf alle Fragen rund um Sci-Hub mit Ausnahme solcher über ihren Aufenthaltsort.
Im Jahr 2016 war Elbakyan an einer kleinen Privatuniversität eingeschrieben, wo sie Wissenschaftsgeschichte studiert. In ihrer Abschlussarbeit beschäftigt sie sich mit wissenschaftlicher Kommunikation.
2021 schrieb sie auf Twitter, dass Apple im Jahr 2019 ihre vertraulichen Informationen auf rechtliche Anordnung hin an das FBI zu Ermittlungszwecken weitergeleitet habe.

## Rezeption
Von der New York Times wurde Elbakyan mit Edward Snowden verglichen, da sie unrechtmäßigerweise Informationen veröffentlichte und sich derzeit in Russland aufhält, um der US-amerikanischen Justiz zu entgehen. Ars Technica zog Parallelen zwischen ihr und Aaron Swartz.

## Auszeichnungen
- 2016: Aufnahme in die Liste der zehn wichtigsten Persönlichkeiten der Wissenschaft der Fachzeitschrift Nature[16][17]
- 2023: EFF Award for Access to Scientific Knowledge  der Electronic Frontier Foundation[18]

## Schriften (Auswahl)
- „Why science is better with Communism.“ The case of Sci-Hub. Presentation. Denton 2016 (englisch, researchgate.net [PDF; 32 kB] Transcript and translation of Sci-Hub presentation der University of North Texas).
- From Black Open Access to Open Access of Color: Accepting the Diversity of Approaches towards Free Science. In: Preprints. 2024, doi:10.20944/preprints202409.0197.v2 (englisch).
- Christian Mühl, Hayrettin Gürkök et al.: Bacteria Hunt. Evaluating multi-paradigm BCI interaction. In: Journal on Multimodal User Interfaces. Nr. 4, 2010, ISSN 1783-7677, S. 11–25, doi:10.1007/s12193-010-0046-0 (englisch).
- Mit Aras Bozkurt: A critical conversation with Alexandra Elbakyan: Is she the pirate queen, Robin Hood, a scholarly activist, or a butterfly flapping its wings? In: Asian Journal of Distance Education. Band 16, Nr. 1, 2021, ISSN 1347-9008, S. 111–118 (englisch, asianjde.com [PDF; 445 kB]).